# Lista di asteroidi (765001-766000)
Di seguito una lista di asteroidi dal numero 765001  al 766000 con data di scoperta e scopritore.

## 765001–765100
| Nome   | Designazione provvisoria | Data di scoperta  | Scopritore              |
| ------ | ------------------------ | ----------------- | ----------------------- |
| 765001 | 2013 QQ88                | 9 agosto 2013     | Pan-STARRS              |
| 765002 | 2013 QE96                | 28 agosto 2013    | Mount Lemmon Survey     |
| 765003 | 2013 QP96                | 28 agosto 2013    | Mount Lemmon Survey     |
| 765004 | 2013 QR98                | 6 settembre 2008  | Mount Lemmon Survey     |
| 765005 | 2013 QU98                | 26 novembre 2003  | Spacewatch              |
| 765006 | 2013 QM99                | 23 novembre 2014  | Mount Lemmon Survey     |
| 765007 | 2013 QW99                | 28 agosto 2013    | Mount Lemmon Survey     |
| 765008 | 2013 QF103               | 26 agosto 2013    | Pan-STARRS              |
| 765009 | 2013 QM103               | 29 agosto 2013    | Pan-STARRS              |
| 765010 | 2013 QZ106               | 28 agosto 2013    | Mount Lemmon Survey     |
| 765011 | 2013 RD8                 | 27 febbraio 2012  | Pan-STARRS              |
| 765012 | 2013 RR11                | 1 settembre 2013  | Pan-STARRS              |
| 765013 | 2013 RX13                | 8 agosto 2013     | Spacewatch              |
| 765014 | 2013 RT15                | 3 settembre 2013  | Pan-STARRS              |
| 765015 | 2013 RO26                | 4 settembre 2013  | I. Eglītis              |
| 765016 | 2013 RQ27                | 4 settembre 2013  | Mount Lemmon Survey     |
| 765017 | 2013 RY28                | 12 gennaio 1999   | C. Veillet, J. Anderson |
| 765018 | 2013 RD30                | 3 settembre 2013  | Pan-STARRS              |
| 765019 | 2013 RU36                | 3 settembre 2013  | Spacewatch              |
| 765020 | 2013 RV39                | 22 ottobre 2006   | Spacewatch              |
| 765021 | 2013 RA40                | 3 settembre 2013  | K. Sárneczky            |
| 765022 | 2013 RG41                | 5 settembre 2013  | Spacewatch              |
| 765023 | 2013 RA46                | 2 novembre 2008   | CSS                     |
| 765024 | 2013 RA54                | 4 settembre 2013  | Pan-STARRS              |
| 765025 | 2013 RB55                | 12 agosto 2013    | Pan-STARRS              |
| 765026 | 2013 RQ55                | 26 agosto 2013    | Pan-STARRS              |
| 765027 | 2013 RE56                | 10 settembre 2013 | Pan-STARRS              |
| 765028 | 2013 RC60                | 10 settembre 2013 | Pan-STARRS              |
| 765029 | 2013 RC61                | 12 settembre 2013 | Spacewatch              |
| 765030 | 2013 RR61                | 1 settembre 2013  | Mount Lemmon Survey     |
| 765031 | 2013 RW72                | 6 settembre 2013  | Spacewatch              |
| 765032 | 2013 RW75                | 1 marzo 2011      | Mount Lemmon Survey     |
| 765033 | 2013 RX76                | 20 settembre 2008 | Mount Lemmon Survey     |
| 765034 | 2013 RE85                | 13 settembre 2013 | Spacewatch              |
| 765035 | 2013 RL85                | 13 settembre 2013 | Spacewatch              |
| 765036 | 2013 RB89                | 14 settembre 2013 | Spacewatch              |
| 765037 | 2013 RE93                | 16 gennaio 2004   | Spacewatch              |
| 765038 | 2013 RZ99                | 3 settembre 2013  | Spacewatch              |
| 765039 | 2013 RE100               | 14 settembre 2013 | Pan-STARRS              |
| 765040 | 2013 RJ102               | 8 ottobre 2008    | Mount Lemmon Survey     |
| 765041 | 2013 RK103               | 14 settembre 2013 | Spacewatch              |
| 765042 | 2013 RV103               | 27 febbraio 2012  | Pan-STARRS              |
| 765043 | 2013 RV105               | 12 settembre 2013 | Mount Lemmon Survey     |
| 765044 | 2013 RJ106               | 30 novembre 2008  | Spacewatch              |
| 765045 | 2013 RH107               | 15 settembre 2013 | Mount Lemmon Survey     |
| 765046 | 2013 RE108               | 13 gennaio 2008   | Spacewatch              |
| 765047 | 2013 RA109               | 12 settembre 2013 | CTIO-DECam              |
| 765048 | 2013 RX110               | 1 settembre 2013  | Pan-STARRS              |
| 765049 | 2013 RZ110               | 14 settembre 2013 | Pan-STARRS              |
| 765050 | 2013 RN113               | 14 settembre 2013 | Pan-STARRS              |
| 765051 | 2013 RQ116               | 15 settembre 2013 | Pan-STARRS              |
| 765052 | 2013 RK119               | 9 settembre 2013  | Pan-STARRS              |
| 765053 | 2013 RW119               | 28 agosto 2013    | Mount Lemmon Survey     |
| 765054 | 2013 RC120               | 14 settembre 2013 | Pan-STARRS              |
| 765055 | 2013 RP120               | 3 settembre 2013  | K. Sárneczky            |
| 765056 | 2013 RK122               | 15 settembre 2013 | Mount Lemmon Survey     |
| 765057 | 2013 RT123               | 6 settembre 2013  | Mount Lemmon Survey     |
| 765058 | 2013 RC126               | 12 settembre 2013 | Mount Lemmon Survey     |
| 765059 | 2013 RU126               | 14 settembre 2013 | Pan-STARRS              |
| 765060 | 2013 RA129               | 15 settembre 2013 | Pan-STARRS              |
| 765061 | 2013 RD129               | 3 settembre 2013  | Spacewatch              |
| 765062 | 2013 RO129               | 5 settembre 2013  | Spacewatch              |
| 765063 | 2013 RQ129               | 3 settembre 2013  | Mount Lemmon Survey     |
| 765064 | 2013 RK131               | 1 settembre 2013  | Mount Lemmon Survey     |
| 765065 | 2013 RQ131               | 1 settembre 2013  | Mount Lemmon Survey     |
| 765066 | 2013 RT131               | 6 settembre 2013  | Mount Lemmon Survey     |
| 765067 | 2013 RE133               | 2 settembre 2013  | Mount Lemmon Survey     |
| 765068 | 2013 RV135               | 13 settembre 2013 | Mount Lemmon Survey     |
| 765069 | 2013 RD136               | 14 settembre 2013 | Pan-STARRS              |
| 765070 | 2013 RR136               | 1 settembre 2013  | Mount Lemmon Survey     |
| 765071 | 2013 RH137               | 6 settembre 2013  | Mount Lemmon Survey     |
| 765072 | 2013 RU137               | 1 settembre 2013  | Pan-STARRS              |
| 765073 | 2013 RD138               | 14 settembre 2013 | Pan-STARRS              |
| 765074 | 2013 RT138               | 14 settembre 2013 | Pan-STARRS              |
| 765075 | 2013 RA142               | 14 settembre 2013 | Pan-STARRS              |
| 765076 | 2013 RA144               | 2 settembre 2013  | Pan-STARRS              |
| 765077 | 2013 RC144               | 14 settembre 2013 | Pan-STARRS              |
| 765078 | 2013 RZ147               | 1 settembre 2013  | Mount Lemmon Survey     |
| 765079 | 2013 RA148               | 14 settembre 2013 | Mount Lemmon Survey     |
| 765080 | 2013 RB148               | 14 settembre 2013 | Pan-STARRS              |
| 765081 | 2013 RM148               | 14 settembre 2013 | Pan-STARRS              |
| 765082 | 2013 RR148               | 14 settembre 2013 | Pan-STARRS              |
| 765083 | 2013 RS148               | 14 settembre 2013 | Pan-STARRS              |
| 765084 | 2013 RW149               | 15 settembre 2013 | Mount Lemmon Survey     |
| 765085 | 2013 RJ153               | 14 settembre 2013 | Mount Lemmon Survey     |
| 765086 | 2013 RT153               | 15 settembre 2013 | Mount Lemmon Survey     |
| 765087 | 2013 RE159               | 13 settembre 2013 | Mount Lemmon Survey     |
| 765088 | 2013 RM159               | 14 settembre 2013 | Pan-STARRS              |
| 765089 | 2013 RE161               | 4 settembre 2013  | Mount Lemmon Survey     |
| 765090 | 2013 RE162               | 11 settembre 2013 | S. Mottola              |
| 765091 | 2013 RG162               | 13 settembre 2013 | Spacewatch              |
| 765092 | 2013 RF164               | 14 settembre 2013 | Pan-STARRS              |
| 765093 | 2013 RZ168               | 5 settembre 2013  | Spacewatch              |
| 765094 | 2013 RV170               | 14 settembre 2013 | Spacewatch              |
| 765095 | 2013 RS172               | 1 settembre 2013  | Pan-STARRS              |
| 765096 | 2013 RJ174               | 14 settembre 2013 | Pan-STARRS              |
| 765097 | 2013 RK175               | 27 febbraio 2006  | Mount Lemmon Survey     |
| 765098 | 2013 RE178               | 3 settembre 2013  | Pan-STARRS              |
| 765099 | 2013 RG178               | 14 settembre 2013 | Pan-STARRS              |
| 765100 | 2013 RS178               | 14 settembre 2013 | Pan-STARRS              |

## 765101–765200
| Nome   | Designazione provvisoria | Data di scoperta  | Scopritore                |
| ------ | ------------------------ | ----------------- | ------------------------- |
| 765101 | 2013 RT190               | 15 settembre 2013 | Mount Lemmon Survey       |
| 765102 | 2013 ST2                 | 16 settembre 2013 | Mount Lemmon Survey       |
| 765103 | 2013 SM3                 | 28 ottobre 2008   | Spacewatch                |
| 765104 | 2013 SG7                 | 17 settembre 2013 | Mount Lemmon Survey       |
| 765105 | 2013 SD9                 | 15 febbraio 2012  | Pan-STARRS                |
| 765106 | 2013 SN12                | 1 novembre 2008   | Spacewatch                |
| 765107 | 2013 SK16                | 19 novembre 2003  | Spacewatch                |
| 765108 | 2013 SJ18                | 9 settembre 2013  | Pan-STARRS                |
| 765109 | 2013 SY26                | 29 settembre 2013 | A. Oreshko                |
| 765110 | 2013 SQ27                | 11 settembre 2007 | Mount Lemmon Survey       |
| 765111 | 2013 SR28                | 29 settembre 2013 | PTF                       |
| 765112 | 2013 SY30                | 26 agosto 2013    | Pan-STARRS                |
| 765113 | 2013 SX32                | 28 settembre 2003 | Spacewatch                |
| 765114 | 2013 SZ36                | 26 aprile 2006    | Cerro Tololo Obs.         |
| 765115 | 2013 SN37                | 14 dicembre 2010  | Mount Lemmon Survey       |
| 765116 | 2013 SH39                | 26 febbraio 2012  | Pan-STARRS                |
| 765117 | 2013 SV40                | 12 agosto 2013    | Pan-STARRS                |
| 765118 | 2013 SM41                | 24 novembre 2003  | Spacewatch                |
| 765119 | 2013 SS47                | 10 settembre 2013 | Pan-STARRS                |
| 765120 | 2013 SL49                | 28 settembre 2013 | Mount Lemmon Survey       |
| 765121 | 2013 SJ52                | 28 settembre 2013 | Pan-STARRS                |
| 765122 | 2013 SB53                | 29 settembre 2013 | PTF                       |
| 765123 | 2013 SM54                | 29 settembre 2008 | Mount Lemmon Survey       |
| 765124 | 2013 SM61                | 3 settembre 2013  | Pan-STARRS                |
| 765125 | 2013 SE63                | 1 marzo 2008      | Spacewatch                |
| 765126 | 2013 SH65                | 3 settembre 2013  | Mount Lemmon Survey       |
| 765127 | 2013 SU69                | 24 settembre 2013 | Mount Lemmon Survey       |
| 765128 | 2013 SZ78                | 30 settembre 2013 | Mount Lemmon Survey       |
| 765129 | 2013 ST82                | 30 settembre 2013 | Mount Lemmon Survey       |
| 765130 | 2013 SS91                | 8 dicembre 2015   | Pan-STARRS                |
| 765131 | 2013 SP94                | 2 settembre 2013  | Mount Lemmon Survey       |
| 765132 | 2013 SP96                | 17 settembre 2006 | Spacewatch                |
| 765133 | 2013 SL102               | 28 settembre 2013 | CTIO-DECam                |
| 765134 | 2013 SH105               | 19 novembre 2017  | Pan-STARRS                |
| 765135 | 2013 SU107               | 30 settembre 2013 | S. Mottola, G. Proffe     |
| 765136 | 2013 SA108               | 28 settembre 2013 | Mount Lemmon Survey       |
| 765137 | 2013 SQ108               | 25 settembre 2013 | Spacewatch                |
| 765138 | 2013 SB109               | 28 settembre 2013 | Mount Lemmon Survey       |
| 765139 | 2013 SW109               | 24 settembre 2013 | CSS                       |
| 765140 | 2013 SW110               | 24 settembre 2013 | Mount Lemmon Survey       |
| 765141 | 2013 SS111               | 26 settembre 2013 | Mount Lemmon Survey       |
| 765142 | 2013 SU111               | 30 settembre 2013 | Mount Lemmon Survey       |
| 765143 | 2013 SV113               | 30 settembre 2013 | Mount Lemmon Survey       |
| 765144 | 2013 SA120               | 28 settembre 2013 | Mount Lemmon Survey       |
| 765145 | 2013 TJ3                 | 1 ottobre 2013    | PTF                       |
| 765146 | 2013 TU6                 | 10 settembre 2013 | Pan-STARRS                |
| 765147 | 2013 TB16                | 1 ottobre 2013    | Mount Lemmon Survey       |
| 765148 | 2013 TH16                | 19 aprile 2006    | Mount Lemmon Survey       |
| 765149 | 2013 TQ16                | 10 settembre 2013 | Pan-STARRS                |
| 765150 | 2013 TF20                | 1 ottobre 2013    | Mount Lemmon Survey       |
| 765151 | 2013 TL21                | 1 ottobre 2013    | Mount Lemmon Survey       |
| 765152 | 2013 TT25                | 6 settembre 2013  | Mount Lemmon Survey       |
| 765153 | 2013 TL26                | 23 ottobre 2006   | Spacewatch                |
| 765154 | 2013 TJ27                | 13 marzo 2007     | Mount Lemmon Survey       |
| 765155 | 2013 TE29                | 1 ottobre 2013    | Spacewatch                |
| 765156 | 2013 TC30                | 17 settembre 2013 | Mount Lemmon Survey       |
| 765157 | 2013 TF31                | 30 agosto 2013    | Osservatorio di Mauna Kea |
| 765158 | 2013 TF33                | 29 ottobre 2000   | Spacewatch                |
| 765159 | 2013 TG40                | 8 ottobre 2004    | Spacewatch                |
| 765160 | 2013 TT41                | 2 ottobre 2013    | Mount Lemmon Survey       |
| 765161 | 2013 TC42                | 2 ottobre 2013    | Mount Lemmon Survey       |
| 765162 | 2013 TX42                | 3 ottobre 2013    | Spacewatch                |
| 765163 | 2013 TU44                | 3 ottobre 2013    | CSS                       |
| 765164 | 2013 TK48                | 12 settembre 2013 | Mount Lemmon Survey       |
| 765165 | 2013 TN56                | 4 ottobre 2013    | Mount Lemmon Survey       |
| 765166 | 2013 TT56                | 4 ottobre 2013    | Mount Lemmon Survey       |
| 765167 | 2013 TZ59                | 4 ottobre 2013    | Mount Lemmon Survey       |
| 765168 | 2013 TJ64                | 4 ottobre 2013    | Mount Lemmon Survey       |
| 765169 | 2013 TX64                | 23 ottobre 2008   | Spacewatch                |
| 765170 | 2013 TL68                | 5 ottobre 2013    | Pan-STARRS                |
| 765171 | 2013 TT69                | 2 ottobre 2008    | Mount Lemmon Survey       |
| 765172 | 2013 TP74                | 17 novembre 2006  | Mount Lemmon Survey       |
| 765173 | 2013 TR77                | 13 marzo 2008     | Mount Lemmon Survey       |
| 765174 | 2013 TH78                | 5 ottobre 2013    | Pan-STARRS                |
| 765175 | 2013 TN79                | 15 settembre 2006 | Spacewatch                |
| 765176 | 2013 TG82                | 27 ottobre 2006   | Mount Lemmon Survey       |
| 765177 | 2013 TF83                | 1 ottobre 2013    | Spacewatch                |
| 765178 | 2013 TZ83                | 1 ottobre 2013    | Spacewatch                |
| 765179 | 2013 TC84                | 1 ottobre 2013    | Spacewatch                |
| 765180 | 2013 TO86                | 10 aprile 2005    | Spacewatch                |
| 765181 | 2013 TW86                | 1 ottobre 2013    | Mount Lemmon Survey       |
| 765182 | 2013 TJ93                | 17 giugno 2007    | Spacewatch                |
| 765183 | 2013 TA96                | 2 ottobre 2013    | W. Bickel                 |
| 765184 | 2013 TF97                | 10 febbraio 2011  | Mount Lemmon Survey       |
| 765185 | 2013 TD99                | 2 ottobre 2013    | Spacewatch                |
| 765186 | 2013 TT105               | 3 ottobre 2013    | Mount Lemmon Survey       |
| 765187 | 2013 TA106               | 3 ottobre 2013    | CSS                       |
| 765188 | 2013 TG107               | 11 novembre 2006  | Spacewatch                |
| 765189 | 2013 TC117               | 4 ottobre 2013    | Mount Lemmon Survey       |
| 765190 | 2013 TL118               | 4 ottobre 2013    | Mount Lemmon Survey       |
| 765191 | 2013 TN125               | 15 settembre 2013 | Pan-STARRS                |
| 765192 | 2013 TX125               | 11 ottobre 2002   | Spacewatch                |
| 765193 | 2013 TZ125               | 2 maggio 2006     | Mount Lemmon Survey       |
| 765194 | 2013 TW127               | 3 ottobre 2013    | Spacewatch                |
| 765195 | 2013 TH131               | 14 settembre 2013 | Pan-STARRS                |
| 765196 | 2013 TY139               | 25 marzo 2006     | Mount Lemmon Survey       |
| 765197 | 2013 TB142               | 4 settembre 2013  | Mount Lemmon Survey       |
| 765198 | 2013 TE143               | 28 settembre 2013 | Mount Lemmon Survey       |
| 765199 | 2013 TJ144               | 12 marzo 2010     | Mount Lemmon Survey       |
| 765200 | 2013 TF148               | 8 febbraio 2011   | Mount Lemmon Survey       |

## 765201–765300
| Nome   | Designazione provvisoria | Data di scoperta  | Scopritore            |
| ------ | ------------------------ | ----------------- | --------------------- |
| 765201 | 2013 TP150               | 3 ottobre 2013    | Mount Lemmon Survey   |
| 765202 | 2013 TV152               | 1 settembre 2007  | K. Sárneczky, L. Kiss |
| 765203 | 2013 TQ153               | 8 marzo 2005      | Mount Lemmon Survey   |
| 765204 | 2013 TF157               | 22 febbraio 2004  | DES                   |
| 765205 | 2013 TS157               | 9 novembre 2013   | Pan-STARRS            |
| 765206 | 2013 TS160               | 3 ottobre 2013    | Spacewatch            |
| 765207 | 2013 TX160               | 3 ottobre 2013    | Spacewatch            |
| 765208 | 2013 TE161               | 7 ottobre 2013    | Spacewatch            |
| 765209 | 2013 TO162               | 13 settembre 2007 | Mount Lemmon Survey   |
| 765210 | 2013 TV162               | 5 ottobre 2013    | Pan-STARRS            |
| 765211 | 2013 TN163               | 7 novembre 2008   | Mount Lemmon Survey   |
| 765212 | 2013 TP167               | 3 ottobre 2013    | Pan-STARRS            |
| 765213 | 2013 TL168               | 3 ottobre 2013    | Pan-STARRS            |
| 765214 | 2013 TX169               | 7 ottobre 2013    | Spacewatch            |
| 765215 | 2013 TC170               | 9 ottobre 2013    | Mount Lemmon Survey   |
| 765216 | 2013 TJ170               | 9 maggio 2011     | Mount Lemmon Survey   |
| 765217 | 2013 TW172               | 10 febbraio 2015  | Mount Lemmon Survey   |
| 765218 | 2013 TX172               | 1 ottobre 2013    | Mount Lemmon Survey   |
| 765219 | 2013 TR174               | 5 ottobre 2013    | Pan-STARRS            |
| 765220 | 2013 TT174               | 13 ottobre 2013   | Mount Lemmon Survey   |
| 765221 | 2013 TL175               | 14 ottobre 2013   | Spacewatch            |
| 765222 | 2013 TU175               | 5 ottobre 2013    | Spacewatch            |
| 765223 | 2013 TX175               | 3 ottobre 2013    | Mount Lemmon Survey   |
| 765224 | 2013 TS176               | 15 ottobre 2013   | Spacewatch            |
| 765225 | 2013 TD177               | 3 ottobre 2013    | Pan-STARRS            |
| 765226 | 2013 TM177               | 1 ottobre 2013    | Mount Lemmon Survey   |
| 765227 | 2013 TK179               | 5 ottobre 2013    | Pan-STARRS            |
| 765228 | 2013 TY182               | 1 ottobre 2013    | Mount Lemmon Survey   |
| 765229 | 2013 TC183               | 21 dicembre 2014  | Mount Lemmon Survey   |
| 765230 | 2013 TG186               | 3 ottobre 2013    | Mount Lemmon Survey   |
| 765231 | 2013 TX186               | 3 ottobre 2013    | Mount Lemmon Survey   |
| 765232 | 2013 TJ188               | 7 ottobre 2013    | Spacewatch            |
| 765233 | 2013 TT188               | 5 ottobre 2013    | Pan-STARRS            |
| 765234 | 2013 TN190               | 2 ottobre 2013    | Spacewatch            |
| 765235 | 2013 TU190               | 9 ottobre 2013    | M. Ory                |
| 765236 | 2013 TY192               | 13 ottobre 2013   | Mount Lemmon Survey   |
| 765237 | 2013 TM193               | 1 ottobre 2013    | Spacewatch            |
| 765238 | 2013 TX193               | 12 ottobre 2013   | Spacewatch            |
| 765239 | 2013 TT194               | 3 ottobre 2013    | Pan-STARRS            |
| 765240 | 2013 TL195               | 13 settembre 2013 | Mount Lemmon Survey   |
| 765241 | 2013 TT195               | 4 ottobre 2013    | Mount Lemmon Survey   |
| 765242 | 2013 TY195               | 9 ottobre 2013    | Mount Lemmon Survey   |
| 765243 | 2013 TD196               | 12 ottobre 2013   | Spacewatch            |
| 765244 | 2013 TX196               | 14 ottobre 2013   | Spacewatch            |
| 765245 | 2013 TG197               | 1 ottobre 2013    | Spacewatch            |
| 765246 | 2013 TP197               | 7 ottobre 2013    | C. Rinner             |
| 765247 | 2013 TY197               | 12 ottobre 2013   | Spacewatch            |
| 765248 | 2013 TZ197               | 2 ottobre 2013    | Pan-STARRS            |
| 765249 | 2013 TE198               | 2 ottobre 2013    | Mount Lemmon Survey   |
| 765250 | 2013 TK198               | 1 ottobre 2013    | Mount Lemmon Survey   |
| 765251 | 2013 TO198               | 3 ottobre 2013    | Pan-STARRS            |
| 765252 | 2013 TR198               | 8 ottobre 2013    | Spacewatch            |
| 765253 | 2013 TF199               | 9 ottobre 2013    | Mount Lemmon Survey   |
| 765254 | 2013 TJ199               | 1 ottobre 2013    | Mount Lemmon Survey   |
| 765255 | 2013 TL199               | 3 ottobre 2013    | Pan-STARRS            |
| 765256 | 2013 TJ200               | 2 ottobre 2013    | Mount Lemmon Survey   |
| 765257 | 2013 TJ202               | 12 ottobre 2013   | Spacewatch            |
| 765258 | 2013 TF204               | 17 settembre 2013 | Mount Lemmon Survey   |
| 765259 | 2013 TU204               | 12 ottobre 2013   | Mount Lemmon Survey   |
| 765260 | 2013 TC205               | 3 ottobre 2013    | Pan-STARRS            |
| 765261 | 2013 TE205               | 12 ottobre 2013   | Spacewatch            |
| 765262 | 2013 TH205               | 5 ottobre 2013    | Pan-STARRS            |
| 765263 | 2013 TK205               | 3 ottobre 2013    | Pan-STARRS            |
| 765264 | 2013 TX206               | 12 ottobre 2013   | Mount Lemmon Survey   |
| 765265 | 2013 TD207               | 14 ottobre 2013   | C. Rinner             |
| 765266 | 2013 TX207               | 13 ottobre 2013   | Spacewatch            |
| 765267 | 2013 TK208               | 5 ottobre 2013    | Pan-STARRS            |
| 765268 | 2013 TS208               | 5 ottobre 2013    | Spacewatch            |
| 765269 | 2013 TV208               | 3 ottobre 2013    | Pan-STARRS            |
| 765270 | 2013 TD209               | 15 ottobre 2013   | Mount Lemmon Survey   |
| 765271 | 2013 TH212               | 5 ottobre 2013    | Pan-STARRS            |
| 765272 | 2013 TL212               | 1 ottobre 2013    | Mount Lemmon Survey   |
| 765273 | 2013 TJ216               | 13 ottobre 2013   | Spacewatch            |
| 765274 | 2013 TG218               | 3 ottobre 2013    | Spacewatch            |
| 765275 | 2013 TH218               | 3 ottobre 2013    | Mount Lemmon Survey   |
| 765276 | 2013 TJ218               | 5 ottobre 2013    | Pan-STARRS            |
| 765277 | 2013 TL218               | 14 ottobre 2013   | Spacewatch            |
| 765278 | 2013 TR218               | 13 ottobre 2013   | Spacewatch            |
| 765279 | 2013 TY218               | 5 ottobre 2013    | Spacewatch            |
| 765280 | 2013 TC219               | 3 ottobre 2013    | Pan-STARRS            |
| 765281 | 2013 TT219               | 15 ottobre 2013   | Spacewatch            |
| 765282 | 2013 TB220               | 9 ottobre 2013    | Mount Lemmon Survey   |
| 765283 | 2013 TG220               | 14 ottobre 2013   | Spacewatch            |
| 765284 | 2013 TJ220               | 3 ottobre 2013    | Spacewatch            |
| 765285 | 2013 TM220               | 2 ottobre 2013    | Mount Lemmon Survey   |
| 765286 | 2013 TN222               | 1 ottobre 2013    | Mount Lemmon Survey   |
| 765287 | 2013 TJ223               | 10 ottobre 2008   | Spacewatch            |
| 765288 | 2013 TJ224               | 4 ottobre 2013    | Mount Lemmon Survey   |
| 765289 | 2013 TQ225               | 2 ottobre 2013    | Pan-STARRS            |
| 765290 | 2013 TG227               | 3 ottobre 2013    | Mount Lemmon Survey   |
| 765291 | 2013 TX229               | 2 ottobre 2013    | Pan-STARRS            |
| 765292 | 2013 TK232               | 3 ottobre 2013    | Pan-STARRS            |
| 765293 | 2013 TS232               | 3 ottobre 2013    | Spacewatch            |
| 765294 | 2013 TV232               | 6 ottobre 2013    | Spacewatch            |
| 765295 | 2013 TD233               | 4 ottobre 2013    | Mount Lemmon Survey   |
| 765296 | 2013 TE233               | 3 ottobre 2013    | Pan-STARRS            |
| 765297 | 2013 TH233               | 5 ottobre 2013    | Pan-STARRS            |
| 765298 | 2013 TL233               | 14 ottobre 2013   | Mount Lemmon Survey   |
| 765299 | 2013 TM233               | 12 ottobre 2013   | Mount Lemmon Survey   |
| 765300 | 2013 TY235               | 15 ottobre 2013   | Mount Lemmon Survey   |

## 765301–765400
| Nome   | Designazione provvisoria | Data di scoperta  | Scopritore                   |
| ------ | ------------------------ | ----------------- | ---------------------------- |
| 765301 | 2013 TE237               | 13 ottobre 2013   | Spacewatch                   |
| 765302 | 2013 TC241               | 5 ottobre 2013    | Pan-STARRS                   |
| 765303 | 2013 TG243               | 14 ottobre 2013   | Mount Lemmon Survey          |
| 765304 | 2013 TN248               | 2 ottobre 2013    | Mount Lemmon Survey          |
| 765305 | 2013 TA249               | 3 ottobre 2013    | Pan-STARRS                   |
| 765306 | 2013 TP252               | 3 ottobre 2013    | Pan-STARRS                   |
| 765307 | 2013 TB276               | 7 ottobre 2013    | Mount Lemmon Survey          |
| 765308 | 2013 TD281               | 3 ottobre 2013    | Pan-STARRS                   |
| 765309 | 2013 UK3                 | 23 ottobre 2013   | Pan-STARRS                   |
| 765310 | 2013 UE14                | 7 ottobre 2013    | CSS                          |
| 765311 | 2013 UV15                | 26 ottobre 2013   | Mount Lemmon Survey          |
| 765312 | 2013 UG16                | 25 ottobre 2013   | Spacewatch                   |
| 765313 | 2013 UP16                | 30 ottobre 2013   | Pan-STARRS                   |
| 765314 | 2013 UY18                | 31 ottobre 2013   | Spacewatch                   |
| 765315 | 2013 UF20                | 24 ottobre 2013   | Mount Lemmon Survey          |
| 765316 | 2013 UU20                | 25 ottobre 2013   | Spacewatch                   |
| 765317 | 2013 UU21                | 22 dicembre 2008  | Spacewatch                   |
| 765318 | 2013 UL23                | 25 ottobre 2013   | M. Schwartz, P. R. Holvorcem |
| 765319 | 2013 UA24                | 26 ottobre 2013   | Spacewatch                   |
| 765320 | 2013 UC26                | 26 ottobre 2013   | Mount Lemmon Survey          |
| 765321 | 2013 UP27                | 26 ottobre 2013   | Mount Lemmon Survey          |
| 765322 | 2013 UL28                | 15 ottobre 2013   | Mount Lemmon Survey          |
| 765323 | 2013 UN28                | 31 ottobre 2013   | Mount Lemmon Survey          |
| 765324 | 2013 UA29                | 10 febbraio 2016  | Pan-STARRS                   |
| 765325 | 2013 UD29                | 4 ottobre 2007    | Mount Lemmon Survey          |
| 765326 | 2013 UE29                | 30 ottobre 2013   | Pan-STARRS                   |
| 765327 | 2013 UN29                | 26 ottobre 2013   | Mount Lemmon Survey          |
| 765328 | 2013 UP29                | 26 ottobre 2013   | Mount Lemmon Survey          |
| 765329 | 2013 UA30                | 21 dicembre 2014  | Pan-STARRS                   |
| 765330 | 2013 UD30                | 20 gennaio 2015   | Mount Lemmon Survey          |
| 765331 | 2013 UF30                | 27 ottobre 2013   | Mount Lemmon Survey          |
| 765332 | 2013 UJ30                | 24 ottobre 2013   | Mount Lemmon Survey          |
| 765333 | 2013 UT30                | 31 ottobre 2013   | Spacewatch                   |
| 765334 | 2013 UF32                | 16 gennaio 2015   | Pan-STARRS                   |
| 765335 | 2013 UJ32                | 20 gennaio 2015   | Pan-STARRS                   |
| 765336 | 2013 UK32                | 31 ottobre 2013   | Mount Lemmon Survey          |
| 765337 | 2013 UN32                | 30 ottobre 2013   | Pan-STARRS                   |
| 765338 | 2013 UX32                | 28 ottobre 2013   | Mount Lemmon Survey          |
| 765339 | 2013 UJ33                | 31 ottobre 2013   | Mount Lemmon Survey          |
| 765340 | 2013 US34                | 25 ottobre 2013   | Spacewatch                   |
| 765341 | 2013 UT34                | 24 ottobre 2013   | Mount Lemmon Survey          |
| 765342 | 2013 UN35                | 16 ottobre 2013   | Mount Lemmon Survey          |
| 765343 | 2013 UO35                | 23 ottobre 2013   | Pan-STARRS                   |
| 765344 | 2013 UM36                | 27 ottobre 2013   | Spacewatch                   |
| 765345 | 2013 UW36                | 23 ottobre 2013   | Mount Lemmon Survey          |
| 765346 | 2013 UZ36                | 31 ottobre 2013   | Mount Lemmon Survey          |
| 765347 | 2013 UA37                | 24 ottobre 2013   | Mount Lemmon Survey          |
| 765348 | 2013 UB37                | 23 ottobre 2013   | Mount Lemmon Survey          |
| 765349 | 2013 US37                | 23 ottobre 2013   | Pan-STARRS                   |
| 765350 | 2013 UV37                | 23 ottobre 2013   | Mount Lemmon Survey          |
| 765351 | 2013 UC38                | 25 ottobre 2013   | Mount Lemmon Survey          |
| 765352 | 2013 UP38                | 24 ottobre 2013   | Mount Lemmon Survey          |
| 765353 | 2013 UB39                | 25 ottobre 2013   | Mount Lemmon Survey          |
| 765354 | 2013 UV39                | 23 ottobre 2013   | Mount Lemmon Survey          |
| 765355 | 2013 US41                | 16 ottobre 2013   | Mount Lemmon Survey          |
| 765356 | 2013 UY41                | 23 ottobre 2013   | Mount Lemmon Survey          |
| 765357 | 2013 UC42                | 23 ottobre 2013   | Mount Lemmon Survey          |
| 765358 | 2013 UE42                | 24 ottobre 2013   | Mount Lemmon Survey          |
| 765359 | 2013 UM43                | 30 ottobre 2013   | Pan-STARRS                   |
| 765360 | 2013 UD45                | 3 ottobre 2013    | Spacewatch                   |
| 765361 | 2013 UK45                | 31 ottobre 2013   | Mount Lemmon Survey          |
| 765362 | 2013 UQ46                | 28 ottobre 2013   | Spacewatch                   |
| 765363 | 2013 UC47                | 24 ottobre 2013   | Mount Lemmon Survey          |
| 765364 | 2013 UT47                | 24 ottobre 2013   | Mount Lemmon Survey          |
| 765365 | 2013 UG48                | 28 ottobre 2013   | Mount Lemmon Survey          |
| 765366 | 2013 UB49                | 23 ottobre 2013   | Mount Lemmon Survey          |
| 765367 | 2013 UH52                | 24 ottobre 2013   | Mount Lemmon Survey          |
| 765368 | 2013 UZ52                | 27 ottobre 2013   | Pan-STARRS                   |
| 765369 | 2013 UJ58                | 28 ottobre 2013   | Mount Lemmon Survey          |
| 765370 | 2013 UZ60                | 23 ottobre 2013   | Mount Lemmon Survey          |
| 765371 | 2013 UE63                | 28 ottobre 2013   | Mount Lemmon Survey          |
| 765372 | 2013 VA4                 | 12 maggio 2012    | Mount Lemmon Survey          |
| 765373 | 2013 VF8                 | 27 ottobre 2013   | Spacewatch                   |
| 765374 | 2013 VR10                | 16 settembre 2013 | Mount Lemmon Survey          |
| 765375 | 2013 VX15                | 1 novembre 2013   | Mount Lemmon Survey          |
| 765376 | 2013 VD19                | 28 ottobre 2013   | CSS                          |
| 765377 | 2013 VJ22                | 27 gennaio 2007   | Spacewatch                   |
| 765378 | 2013 VM22                | 26 ottobre 2013   | CSS                          |
| 765379 | 2013 VL27                | 19 agosto 2012    | ESA OGS                      |
| 765380 | 2013 VT27                | 2 novembre 2013   | Spacewatch                   |
| 765381 | 2013 VO28                | 5 novembre 2013   | Pan-STARRS                   |
| 765382 | 2013 VC30                | 10 novembre 2013  | Spacewatch                   |
| 765383 | 2013 VH31                | 3 dicembre 1996   | Spacewatch                   |
| 765384 | 2013 VL33                | 8 novembre 2013   | Mount Lemmon Survey          |
| 765385 | 2013 VT33                | 9 novembre 2013   | Pan-STARRS                   |
| 765386 | 2013 VS35                | 9 novembre 2013   | Pan-STARRS                   |
| 765387 | 2013 VC36                | 1 novembre 2013   | Mount Lemmon Survey          |
| 765388 | 2013 VO36                | 9 novembre 2013   | Pan-STARRS                   |
| 765389 | 2013 VD40                | 7 novembre 2013   | Spacewatch                   |
| 765390 | 2013 VH40                | 4 novembre 2013   | Mount Lemmon Survey          |
| 765391 | 2013 VW41                | 2 novembre 2013   | Mount Lemmon Survey          |
| 765392 | 2013 VX41                | 9 novembre 2013   | Mount Lemmon Survey          |
| 765393 | 2013 VF42                | 9 novembre 2013   | Mount Lemmon Survey          |
| 765394 | 2013 VM42                | 9 novembre 2013   | Pan-STARRS                   |
| 765395 | 2013 VU42                | 9 novembre 2013   | Pan-STARRS                   |
| 765396 | 2013 VC43                | 7 novembre 2013   | Mount Lemmon Survey          |
| 765397 | 2013 VD43                | 6 novembre 2013   | Pan-STARRS                   |
| 765398 | 2013 VF43                | 20 gennaio 2015   | Pan-STARRS                   |
| 765399 | 2013 VX43                | 9 novembre 2013   | Pan-STARRS                   |
| 765400 | 2013 VT44                | 7 novembre 2013   | Spacewatch                   |

## 765401–765500
| Nome   | Designazione provvisoria | Data di scoperta | Scopritore                |
| ------ | ------------------------ | ---------------- | ------------------------- |
| 765401 | 2013 VB45                | 10 novembre 2013 | Spacewatch                |
| 765402 | 2013 VE45                | 9 novembre 2013  | Pan-STARRS                |
| 765403 | 2013 VS45                | 10 novembre 2013 | Mount Lemmon Survey       |
| 765404 | 2013 VH46                | 10 novembre 2013 | Mount Lemmon Survey       |
| 765405 | 2013 VV46                | 2 gennaio 2016   | Mount Lemmon Survey       |
| 765406 | 2013 VF47                | 9 novembre 2013  | Spacewatch                |
| 765407 | 2013 VO47                | 8 novembre 2013  | Mount Lemmon Survey       |
| 765408 | 2013 VE48                | 15 gennaio 2015  | Pan-STARRS                |
| 765409 | 2013 VG48                | 18 gennaio 2015  | Mount Lemmon Survey       |
| 765410 | 2013 VK48                | 11 agosto 2018   | Pan-STARRS                |
| 765411 | 2013 VP48                | 2 novembre 2013  | Mount Lemmon Survey       |
| 765412 | 2013 VQ48                | 11 novembre 2013 | Mount Lemmon Survey       |
| 765413 | 2013 VU48                | 21 dicembre 2014 | Pan-STARRS                |
| 765414 | 2013 VY48                | 23 ottobre 2013  | Pan-STARRS                |
| 765415 | 2013 VA50                | 2 novembre 2013  | Mount Lemmon Survey       |
| 765416 | 2013 VJ50                | 9 ottobre 2013   | Mount Lemmon Survey       |
| 765417 | 2013 VY50                | 1 novembre 2013  | Spacewatch                |
| 765418 | 2013 VL51                | 6 novembre 2013  | Pan-STARRS                |
| 765419 | 2013 VN51                | 14 novembre 2013 | Mount Lemmon Survey       |
| 765420 | 2013 VZ51                | 9 novembre 2013  | Mount Lemmon Survey       |
| 765421 | 2013 VB52                | 12 novembre 2013 | Mount Lemmon Survey       |
| 765422 | 2013 VS52                | 9 novembre 2013  | Spacewatch                |
| 765423 | 2013 VB53                | 2 novembre 2013  | Mount Lemmon Survey       |
| 765424 | 2013 VH53                | 10 novembre 2013 | Mount Lemmon Survey       |
| 765425 | 2013 VR54                | 9 novembre 2013  | Pan-STARRS                |
| 765426 | 2013 VT54                | 2 novembre 2013  | Mount Lemmon Survey       |
| 765427 | 2013 VX54                | 9 novembre 2013  | Pan-STARRS                |
| 765428 | 2013 VB55                | 2 novembre 2013  | Spacewatch                |
| 765429 | 2013 VF55                | 1 novembre 2013  | Mount Lemmon Survey       |
| 765430 | 2013 VX55                | 4 novembre 2013  | Pan-STARRS                |
| 765431 | 2013 VH56                | 8 novembre 2013  | Spacewatch                |
| 765432 | 2013 VJ56                | 1 novembre 2013  | Mount Lemmon Survey       |
| 765433 | 2013 VP56                | 4 novembre 2013  | Mount Lemmon Survey       |
| 765434 | 2013 VZ56                | 9 novembre 2013  | Pan-STARRS                |
| 765435 | 2013 VA57                | 9 novembre 2013  | Pan-STARRS                |
| 765436 | 2013 VD57                | 9 novembre 2013  | Mount Lemmon Survey       |
| 765437 | 2013 VS57                | 12 novembre 2013 | Mount Lemmon Survey       |
| 765438 | 2013 VT57                | 8 novembre 2013  | Spacewatch                |
| 765439 | 2013 VW57                | 2 novembre 2013  | Mount Lemmon Survey       |
| 765440 | 2013 VX57                | 9 novembre 2013  | Spacewatch                |
| 765441 | 2013 VL58                | 12 novembre 2013 | Spacewatch                |
| 765442 | 2013 VT59                | 9 novembre 2013  | Mount Lemmon Survey       |
| 765443 | 2013 VV59                | 12 novembre 2013 | Mount Lemmon Survey       |
| 765444 | 2013 VW59                | 12 novembre 2013 | Mount Lemmon Survey       |
| 765445 | 2013 VS60                | 8 novembre 2013  | Mount Lemmon Survey       |
| 765446 | 2013 VT60                | 9 novembre 2013  | Pan-STARRS                |
| 765447 | 2013 VO61                | 11 novembre 2013 | Mount Lemmon Survey       |
| 765448 | 2013 VT61                | 6 novembre 2013  | Pan-STARRS                |
| 765449 | 2013 VY64                | 6 novembre 2013  | Pan-STARRS                |
| 765450 | 2013 VE65                | 9 novembre 2013  | Spacewatch                |
| 765451 | 2013 VG65                | 1 novembre 2013  | Mount Lemmon Survey       |
| 765452 | 2013 VN65                | 10 novembre 2013 | Mount Lemmon Survey       |
| 765453 | 2013 VT65                | 9 novembre 2013  | Pan-STARRS                |
| 765454 | 2013 VY66                | 9 novembre 2013  | Mount Lemmon Survey       |
| 765455 | 2013 VA67                | 8 novembre 2013  | Mount Lemmon Survey       |
| 765456 | 2013 VB67                | 8 novembre 2013  | Spacewatch                |
| 765457 | 2013 VB68                | 2 novembre 2013  | Mount Lemmon Survey       |
| 765458 | 2013 VJ68                | 12 novembre 2013 | Mount Lemmon Survey       |
| 765459 | 2013 VP68                | 9 novembre 2013  | Spacewatch                |
| 765460 | 2013 VQ69                | 4 novembre 2013  | Mount Lemmon Survey       |
| 765461 | 2013 VY69                | 14 novembre 2013 | Mount Lemmon Survey       |
| 765462 | 2013 VW70                | 24 ottobre 2005  | Osservatorio di Mauna Kea |
| 765463 | 2013 VD71                | 1 novembre 2013  | Mount Lemmon Survey       |
| 765464 | 2013 VR72                | 11 novembre 2013 | M. Ory                    |
| 765465 | 2013 VX72                | 6 novembre 2013  | Pan-STARRS                |
| 765466 | 2013 VJ73                | 10 novembre 2013 | Mount Lemmon Survey       |
| 765467 | 2013 VU74                | 14 novembre 2013 | Mount Lemmon Survey       |
| 765468 | 2013 VW74                | 6 novembre 2013  | PMO NEO                   |
| 765469 | 2013 VD76                | 9 novembre 2013  | Spacewatch                |
| 765470 | 2013 VF76                | 1 novembre 2013  | Mount Lemmon Survey       |
| 765471 | 2013 VG77                | 1 novembre 2013  | Spacewatch                |
| 765472 | 2013 VA78                | 9 novembre 2013  | Pan-STARRS                |
| 765473 | 2013 VD78                | 9 novembre 2013  | Mount Lemmon Survey       |
| 765474 | 2013 VK78                | 9 novembre 2013  | Pan-STARRS                |
| 765475 | 2013 VX78                | 4 novembre 2013  | Mount Lemmon Survey       |
| 765476 | 2013 VH79                | 1 novembre 2013  | Mount Lemmon Survey       |
| 765477 | 2013 VM79                | 9 novembre 2013  | Pan-STARRS                |
| 765478 | 2013 VV85                | 8 novembre 2013  | Spacewatch                |
| 765479 | 2013 VB86                | 9 novembre 2013  | Pan-STARRS                |
| 765480 | 2013 VE86                | 1 novembre 2013  | Mount Lemmon Survey       |
| 765481 | 2013 VN86                | 9 novembre 2013  | Pan-STARRS                |
| 765482 | 2013 VQ87                | 9 novembre 2013  | Pan-STARRS                |
| 765483 | 2013 WH1                 | 2 novembre 2013  | CSS                       |
| 765484 | 2013 WW4                 | 6 ottobre 2013   | Mount Lemmon Survey       |
| 765485 | 2013 WH5                 | 2 novembre 2013  | CSS                       |
| 765486 | 2013 WD7                 | 20 novembre 2006 | Mount Lemmon Survey       |
| 765487 | 2013 WN8                 | 26 novembre 2013 | Mount Lemmon Survey       |
| 765488 | 2013 WD11                | 9 novembre 2013  | Pan-STARRS                |
| 765489 | 2013 WT11                | 26 novembre 2013 | Pan-STARRS                |
| 765490 | 2013 WK12                | 26 ottobre 2013  | Mount Lemmon Survey       |
| 765491 | 2013 WY12                | 27 novembre 2013 | Pan-STARRS                |
| 765492 | 2013 WD17                | 18 gennaio 2009  | Spacewatch                |
| 765493 | 2013 WG17                | 27 novembre 2013 | Pan-STARRS                |
| 765494 | 2013 WN17                | 15 ottobre 2007  | Mount Lemmon Survey       |
| 765495 | 2013 WH19                | 18 agosto 2009   | Spacewatch                |
| 765496 | 2013 WN19                | 27 novembre 2013 | Pan-STARRS                |
| 765497 | 2013 WJ23                | 27 novembre 2013 | Pan-STARRS                |
| 765498 | 2013 WZ23                | 6 novembre 2013  | Pan-STARRS                |
| 765499 | 2013 WU24                | 27 novembre 2013 | Pan-STARRS                |
| 765500 | 2013 WR27                | 22 novembre 2006 | Mount Lemmon Survey       |

## 765501–765600
| Nome   | Designazione provvisoria | Data di scoperta  | Scopritore          |
| ------ | ------------------------ | ----------------- | ------------------- |
| 765501 | 2013 WC33                | 10 novembre 2013  | Spacewatch          |
| 765502 | 2013 WM33                | 10 novembre 2013  | Spacewatch          |
| 765503 | 2013 WF34                | 26 novembre 2013  | Pan-STARRS          |
| 765504 | 2013 WH38                | 30 gennaio 2011   | Mount Lemmon Survey |
| 765505 | 2013 WY38                | 28 novembre 2013  | Spacewatch          |
| 765506 | 2013 WJ39                | 28 novembre 2013  | Spacewatch          |
| 765507 | 2013 WM39                | 28 novembre 2013  | Spacewatch          |
| 765508 | 2013 WS41                | 2 novembre 2013   | Mount Lemmon Survey |
| 765509 | 2013 WP43                | 28 novembre 2013  | Mount Lemmon Survey |
| 765510 | 2013 WZ48                | 12 novembre 2013  | Mount Lemmon Survey |
| 765511 | 2013 WE49                | 12 novembre 2013  | Mount Lemmon Survey |
| 765512 | 2013 WK50                | 25 novembre 2013  | Pan-STARRS          |
| 765513 | 2013 WT52                | 30 dicembre 2008  | Mount Lemmon Survey |
| 765514 | 2013 WU53                | 25 novembre 2013  | Pan-STARRS          |
| 765515 | 2013 WM57                | 27 ottobre 2013   | Spacewatch          |
| 765516 | 2013 WK60                | 26 novembre 2013  | Mount Lemmon Survey |
| 765517 | 2013 WE65                | 31 ottobre 2013   | Spacewatch          |
| 765518 | 2013 WQ65                | 10 novembre 2013  | Spacewatch          |
| 765519 | 2013 WL74                | 7 giugno 2016     | Pan-STARRS          |
| 765520 | 2013 WC81                | 1 novembre 2013   | Spacewatch          |
| 765521 | 2013 WM82                | 12 settembre 2005 | Spacewatch          |
| 765522 | 2013 WZ84                | 27 novembre 2013  | Pan-STARRS          |
| 765523 | 2013 WX89                | 19 settembre 1998 | SDSS Collaboration  |
| 765524 | 2013 WZ89                | 28 novembre 2013  | Mount Lemmon Survey |
| 765525 | 2013 WD90                | 28 novembre 2013  | Mount Lemmon Survey |
| 765526 | 2013 WJ90                | 28 novembre 2013  | Mount Lemmon Survey |
| 765527 | 2013 WT92                | 7 ottobre 2012    | Pan-STARRS          |
| 765528 | 2013 WE93                | 28 novembre 2013  | Mount Lemmon Survey |
| 765529 | 2013 WG95                | 28 novembre 2013  | Mount Lemmon Survey |
| 765530 | 2013 WP97                | 14 ottobre 2013   | Mount Lemmon Survey |
| 765531 | 2013 WO98                | 26 ottobre 2013   | Mount Lemmon Survey |
| 765532 | 2013 WA100               | 9 ottobre 2013    | Mount Lemmon Survey |
| 765533 | 2013 WM100               | 17 agosto 2012    | Pan-STARRS          |
| 765534 | 2013 WC102               | 29 novembre 2013  | Mount Lemmon Survey |
| 765535 | 2013 WD105               | 11 novembre 2013  | Mount Lemmon Survey |
| 765536 | 2013 WE105               | 29 novembre 2013  | Pan-STARRS          |
| 765537 | 2013 WZ108               | 31 gennaio 2004   | SDSS Collaboration  |
| 765538 | 2013 WD110               | 25 ottobre 2013   | Spacewatch          |
| 765539 | 2013 WK110               | 5 novembre 2005   | Mount Lemmon Survey |
| 765540 | 2013 WG111               | 30 settembre 2009 | Mount Lemmon Survey |
| 765541 | 2013 WD112               | 27 novembre 2013  | Pan-STARRS          |
| 765542 | 2013 WH113               | 29 novembre 2013  | Mount Lemmon Survey |
| 765543 | 2013 WG115               | 27 novembre 2013  | Pan-STARRS          |
| 765544 | 2013 WT116               | 29 novembre 2013  | Mount Lemmon Survey |
| 765545 | 2013 WP117               | 27 novembre 2013  | Pan-STARRS          |
| 765546 | 2013 WS117               | 28 novembre 2013  | Spacewatch          |
| 765547 | 2013 WH119               | 29 novembre 2013  | Mount Lemmon Survey |
| 765548 | 2013 WT120               | 27 novembre 2013  | Mount Lemmon Survey |
| 765549 | 2013 WU120               | 18 febbraio 2015  | Mount Lemmon Survey |
| 765550 | 2013 WY120               | 28 novembre 2013  | Spacewatch          |
| 765551 | 2013 WH121               | 27 novembre 2013  | Pan-STARRS          |
| 765552 | 2013 WM121               | 29 novembre 2013  | Mount Lemmon Survey |
| 765553 | 2013 WU121               | 18 gennaio 2015   | Pan-STARRS          |
| 765554 | 2013 WF122               | 10 ottobre 2007   | Mount Lemmon Survey |
| 765555 | 2013 WK122               | 16 ottobre 2013   | Mount Lemmon Survey |
| 765556 | 2013 WP122               | 29 novembre 2013  | Pan-STARRS          |
| 765557 | 2013 WZ122               | 28 novembre 2013  | Mount Lemmon Survey |
| 765558 | 2013 WB123               | 27 novembre 2013  | Pan-STARRS          |
| 765559 | 2013 WN124               | 27 gennaio 2015   | Pan-STARRS          |
| 765560 | 2013 WU124               | 18 ottobre 2018   | Mount Lemmon Survey |
| 765561 | 2013 WY124               | 27 novembre 2013  | Pan-STARRS          |
| 765562 | 2013 WZ124               | 28 novembre 2013  | Mount Lemmon Survey |
| 765563 | 2013 WB125               | 3 agosto 2016     | Pan-STARRS          |
| 765564 | 2013 WE125               | 28 novembre 2013  | Mount Lemmon Survey |
| 765565 | 2013 WW125               | 28 novembre 2013  | Mount Lemmon Survey |
| 765566 | 2013 WL126               | 27 novembre 2013  | Pan-STARRS          |
| 765567 | 2013 WS126               | 26 novembre 2013  | Pan-STARRS          |
| 765568 | 2013 WA127               | 28 novembre 2013  | Mount Lemmon Survey |
| 765569 | 2013 WG127               | 28 novembre 2013  | Mount Lemmon Survey |
| 765570 | 2013 WM127               | 28 novembre 2013  | Spacewatch          |
| 765571 | 2013 WO127               | 28 novembre 2013  | Mount Lemmon Survey |
| 765572 | 2013 WT127               | 28 novembre 2013  | Pan-STARRS          |
| 765573 | 2013 WV127               | 27 novembre 2013  | Pan-STARRS          |
| 765574 | 2013 WW127               | 27 novembre 2013  | Pan-STARRS          |
| 765575 | 2013 WE128               | 27 novembre 2013  | Pan-STARRS          |
| 765576 | 2013 WM128               | 28 novembre 2013  | Mount Lemmon Survey |
| 765577 | 2013 WQ128               | 26 novembre 2013  | Pan-STARRS          |
| 765578 | 2013 WJ129               | 29 novembre 2013  | Spacewatch          |
| 765579 | 2013 WO129               | 26 novembre 2013  | Pan-STARRS          |
| 765580 | 2013 WB130               | 27 novembre 2013  | Pan-STARRS          |
| 765581 | 2013 WC130               | 29 novembre 2013  | Pan-STARRS          |
| 765582 | 2013 WE130               | 27 novembre 2013  | Pan-STARRS          |
| 765583 | 2013 WW130               | 26 novembre 2013  | Pan-STARRS          |
| 765584 | 2013 WA131               | 28 novembre 2013  | Pan-STARRS          |
| 765585 | 2013 WB131               | 28 novembre 2013  | Mount Lemmon Survey |
| 765586 | 2013 WU131               | 30 novembre 2013  | PMO NEO             |
| 765587 | 2013 WW132               | 28 novembre 2013  | Mount Lemmon Survey |
| 765588 | 2013 WH133               | 28 novembre 2013  | Mount Lemmon Survey |
| 765589 | 2013 WN133               | 27 novembre 2013  | Pan-STARRS          |
| 765590 | 2013 WD135               | 26 novembre 2013  | Mount Lemmon Survey |
| 765591 | 2013 WP135               | 26 novembre 2013  | Pan-STARRS          |
| 765592 | 2013 WV135               | 18 ottobre 2007   | Spacewatch          |
| 765593 | 2013 WF136               | 28 novembre 2013  | Mount Lemmon Survey |
| 765594 | 2013 WT136               | 26 novembre 2013  | Pan-STARRS          |
| 765595 | 2013 WX136               | 27 novembre 2013  | Pan-STARRS          |
| 765596 | 2013 WY137               | 27 novembre 2013  | Pan-STARRS          |
| 765597 | 2013 WH138               | 27 novembre 2013  | Pan-STARRS          |
| 765598 | 2013 WP139               | 27 novembre 2013  | Pan-STARRS          |
| 765599 | 2013 WP140               | 27 novembre 2013  | Pan-STARRS          |
| 765600 | 2013 WZ141               | 27 novembre 2013  | Pan-STARRS          |

## 765601–765700
| Nome   | Designazione provvisoria | Data di scoperta  | Scopritore              |
| ------ | ------------------------ | ----------------- | ----------------------- |
| 765601 | 2013 WQ143               | 26 novembre 2013  | Pan-STARRS              |
| 765602 | 2013 WX144               | 27 novembre 2013  | Pan-STARRS              |
| 765603 | 2013 WD145               | 27 novembre 2013  | Pan-STARRS              |
| 765604 | 2013 WF145               | 26 novembre 2013  | Pan-STARRS              |
| 765605 | 2013 WH145               | 27 novembre 2013  | Pan-STARRS              |
| 765606 | 2013 WJ145               | 28 novembre 2013  | Mount Lemmon Survey     |
| 765607 | 2013 WA147               | 28 novembre 2013  | Mount Lemmon Survey     |
| 765608 | 2013 WP148               | 28 novembre 2013  | Pan-STARRS              |
| 765609 | 2013 WW148               | 27 novembre 2013  | Pan-STARRS              |
| 765610 | 2013 WY148               | 28 novembre 2013  | Mount Lemmon Survey     |
| 765611 | 2013 XV                  | 9 ottobre 2013    | Mount Lemmon Survey     |
| 765612 | 2013 XJ1                 | 25 febbraio 2007  | Mount Lemmon Survey     |
| 765613 | 2013 XS5                 | 30 novembre 2008  | Spacewatch              |
| 765614 | 2013 XL9                 | 4 dicembre 2013   | Pan-STARRS              |
| 765615 | 2013 XS14                | 27 novembre 2013  | Pan-STARRS              |
| 765616 | 2013 XW14                | 28 novembre 2013  | Mount Lemmon Survey     |
| 765617 | 2013 XX14                | 27 novembre 2013  | Pan-STARRS              |
| 765618 | 2013 XS17                | 7 dicembre 2013   | Spacewatch              |
| 765619 | 2013 XC20                | 1 novembre 2013   | Mount Lemmon Survey     |
| 765620 | 2013 XC24                | 9 novembre 2013   | Pan-STARRS              |
| 765621 | 2013 XM27                | 11 gennaio 2010   | Mount Lemmon Survey     |
| 765622 | 2013 XN29                | 20 gennaio 2015   | Pan-STARRS              |
| 765623 | 2013 XZ30                | 10 dicembre 2013  | Mount Lemmon Survey     |
| 765624 | 2013 XC31                | 6 dicembre 2013   | Pan-STARRS              |
| 765625 | 2013 XR31                | 8 dicembre 2013   | M. Żołnowski, M. Kusiak |
| 765626 | 2013 XV31                | 14 dicembre 2013  | Mount Lemmon Survey     |
| 765627 | 2013 XM32                | 11 dicembre 2013  | Pan-STARRS              |
| 765628 | 2013 XQ32                | 6 dicembre 2013   | Pan-STARRS              |
| 765629 | 2013 XS32                | 13 dicembre 2013  | Mount Lemmon Survey     |
| 765630 | 2013 XU32                | 16 febbraio 2015  | Pan-STARRS              |
| 765631 | 2013 XY32                | 6 dicembre 2013   | Pan-STARRS              |
| 765632 | 2013 XN33                | 4 dicembre 2013   | Pan-STARRS              |
| 765633 | 2013 XW33                | 11 dicembre 2013  | Pan-STARRS              |
| 765634 | 2013 XY33                | 1 settembre 2017  | Pan-STARRS              |
| 765635 | 2013 XB34                | 27 agosto 2016    | Pan-STARRS              |
| 765636 | 2013 XE34                | 11 dicembre 2013  | Pan-STARRS              |
| 765637 | 2013 XL34                | 2 ottobre 2016    | Mount Lemmon Survey     |
| 765638 | 2013 XA35                | 12 novembre 2013  | Mount Lemmon Survey     |
| 765639 | 2013 XS35                | 4 dicembre 2013   | Pan-STARRS              |
| 765640 | 2013 XY35                | 3 dicembre 2013   | Pan-STARRS              |
| 765641 | 2013 XQ36                | 4 dicembre 2013   | Pan-STARRS              |
| 765642 | 2013 XM37                | 11 dicembre 2013  | Mount Lemmon Survey     |
| 765643 | 2013 XO37                | 11 dicembre 2013  | Pan-STARRS              |
| 765644 | 2013 XQ38                | 13 dicembre 2013  | Mount Lemmon Survey     |
| 765645 | 2013 XP40                | 7 dicembre 2013   | Pan-STARRS              |
| 765646 | 2013 XA41                | 7 dicembre 2013   | Mount Lemmon Survey     |
| 765647 | 2013 XU41                | 25 ottobre 2009   | Spacewatch              |
| 765648 | 2013 XA43                | 4 dicembre 2013   | Pan-STARRS              |
| 765649 | 2013 YV2                 | 29 dicembre 2008  | Mount Lemmon Survey     |
| 765650 | 2013 YD3                 | 22 dicembre 2013  | Pan-STARRS              |
| 765651 | 2013 YL7                 | 24 dicembre 2013  | Mount Lemmon Survey     |
| 765652 | 2013 YS8                 | 24 dicembre 2013  | Mount Lemmon Survey     |
| 765653 | 2013 YH9                 | 24 dicembre 2013  | Mount Lemmon Survey     |
| 765654 | 2013 YF12                | 2 novembre 2013   | Mount Lemmon Survey     |
| 765655 | 2013 YR12                | 31 gennaio 2009   | Mount Lemmon Survey     |
| 765656 | 2013 YP15                | 31 ottobre 2013   | Mount Lemmon Survey     |
| 765657 | 2013 YR17                | 14 dicembre 2013  | Mount Lemmon Survey     |
| 765658 | 2013 YP18                | 25 dicembre 2013  | Spacewatch              |
| 765659 | 2013 YL25                | 26 ottobre 2013   | Mount Lemmon Survey     |
| 765660 | 2013 YS27                | 23 dicembre 2013  | Mount Lemmon Survey     |
| 765661 | 2013 YB32                | 3 ottobre 2013    | Spacewatch              |
| 765662 | 2013 YM36                | 7 dicembre 2013   | Pan-STARRS              |
| 765663 | 2013 YZ36                | 1 febbraio 2009   | Spacewatch              |
| 765664 | 2013 YK39                | 10 dicembre 2013  | Mount Lemmon Survey     |
| 765665 | 2013 YW39                | 24 dicembre 2013  | Mount Lemmon Survey     |
| 765666 | 2013 YH41                | 25 dicembre 2013  | Mount Lemmon Survey     |
| 765667 | 2013 YC42                | 10 marzo 2011     | Spacewatch              |
| 765668 | 2013 YE44                | 26 dicembre 2013  | Pan-STARRS              |
| 765669 | 2013 YH44                | 2 febbraio 2009   | Spacewatch              |
| 765670 | 2013 YF45                | 11 dicembre 2013  | Mount Lemmon Survey     |
| 765671 | 2013 YY45                | 18 novembre 2007  | Mount Lemmon Survey     |
| 765672 | 2013 YB46                | 27 dicembre 2013  | Spacewatch              |
| 765673 | 2013 YC49                | 9 novembre 2013   | Mount Lemmon Survey     |
| 765674 | 2013 YY51                | 28 novembre 2013  | Spacewatch              |
| 765675 | 2013 YF52                | 27 novembre 2013  | Pan-STARRS              |
| 765676 | 2013 YN62                | 27 dicembre 2013  | Spacewatch              |
| 765677 | 2013 YU62                | 27 dicembre 2013  | Spacewatch              |
| 765678 | 2013 YJ67                | 30 dicembre 2013  | Mount Lemmon Survey     |
| 765679 | 2013 YH70                | 30 dicembre 2013  | Mount Lemmon Survey     |
| 765680 | 2013 YC71                | 8 febbraio 2007   | Mount Lemmon Survey     |
| 765681 | 2013 YM73                | 25 dicembre 2013  | Spacewatch              |
| 765682 | 2013 YL76                | 18 settembre 2003 | Spacewatch              |
| 765683 | 2013 YK77                | 27 dicembre 2013  | Spacewatch              |
| 765684 | 2013 YT78                | 4 dicembre 2013   | Pan-STARRS              |
| 765685 | 2013 YU79                | 28 dicembre 2013  | Spacewatch              |
| 765686 | 2013 YO80                | 28 dicembre 2013  | Spacewatch              |
| 765687 | 2013 YP80                | 26 ottobre 2008   | L. H. Wasserman         |
| 765688 | 2013 YJ81                | 28 dicembre 2013  | Spacewatch              |
| 765689 | 2013 YD84                | 28 dicembre 2013  | Spacewatch              |
| 765690 | 2013 YK85                | 28 dicembre 2013  | Spacewatch              |
| 765691 | 2013 YB86                | 28 dicembre 2013  | Spacewatch              |
| 765692 | 2013 YU86                | 28 dicembre 2013  | Spacewatch              |
| 765693 | 2013 YL87                | 28 dicembre 2013  | Spacewatch              |
| 765694 | 2013 YA89                | 28 dicembre 2013  | Spacewatch              |
| 765695 | 2013 YT93                | 30 dicembre 2013  | Spacewatch              |
| 765696 | 2013 YY94                | 30 dicembre 2013  | Spacewatch              |
| 765697 | 2013 YB96                | 30 dicembre 2013  | Spacewatch              |
| 765698 | 2013 YD96                | 20 novembre 2009  | Spacewatch              |
| 765699 | 2013 YX98                | 31 dicembre 2013  | Spacewatch              |
| 765700 | 2013 YY98                | 2 marzo 2009      | CSS                     |

## 765701–765800
| Nome   | Designazione provvisoria | Data di scoperta  | Scopritore               |
| ------ | ------------------------ | ----------------- | ------------------------ |
| 765701 | 2013 YB99                | 12 settembre 1996 | Osservatorio di La Silla |
| 765702 | 2013 YX99                | 31 dicembre 2013  | Spacewatch               |
| 765703 | 2013 YT101               | 31 dicembre 2013  | Mount Lemmon Survey      |
| 765704 | 2013 YH102               | 2 dicembre 2008   | CSS                      |
| 765705 | 2013 YQ103               | 30 ottobre 2013   | Spacewatch               |
| 765706 | 2013 YC105               | 28 dicembre 2013  | Spacewatch               |
| 765707 | 2013 YP105               | 11 novembre 2013  | Mount Lemmon Survey      |
| 765708 | 2013 YU107               | 27 agosto 2009    | Spacewatch               |
| 765709 | 2013 YH112               | 19 ottobre 2006   | DES                      |
| 765710 | 2013 YF113               | 20 novembre 2009  | Spacewatch               |
| 765711 | 2013 YO115               | 30 dicembre 2013  | Spacewatch               |
| 765712 | 2013 YL122               | 9 novembre 2007   | Mount Lemmon Survey      |
| 765713 | 2013 YN123               | 30 dicembre 2013  | Spacewatch               |
| 765714 | 2013 YR125               | 30 dicembre 2013  | Spacewatch               |
| 765715 | 2013 YU128               | 30 dicembre 2013  | Mount Lemmon Survey      |
| 765716 | 2013 YH129               | 31 dicembre 2013  | Spacewatch               |
| 765717 | 2013 YB136               | 31 dicembre 2013  | Mount Lemmon Survey      |
| 765718 | 2013 YP136               | 31 dicembre 2013  | Mount Lemmon Survey      |
| 765719 | 2013 YX137               | 31 dicembre 2013  | Mount Lemmon Survey      |
| 765720 | 2013 YC138               | 8 novembre 2008   | Spacewatch               |
| 765721 | 2013 YU138               | 19 ottobre 2007   | CSS                      |
| 765722 | 2013 YX138               | 6 dicembre 2013   | Pan-STARRS               |
| 765723 | 2013 YJ141               | 27 agosto 2009    | Spacewatch               |
| 765724 | 2013 YO143               | 3 dicembre 2013   | Mount Lemmon Survey      |
| 765725 | 2013 YQ148               | 31 dicembre 2013  | Pan-STARRS               |
| 765726 | 2013 YL149               | 22 dicembre 2013  | Pan-STARRS               |
| 765727 | 2013 YH152               | 4 febbraio 2003   | Spacewatch               |
| 765728 | 2013 YH154               | 27 dicembre 2013  | Spacewatch               |
| 765729 | 2013 YM154               | 25 agosto 2012    | Spacewatch               |
| 765730 | 2013 YW154               | 31 dicembre 2013  | Pan-STARRS               |
| 765731 | 2013 YY157               | 31 dicembre 2013  | Mount Lemmon Survey      |
| 765732 | 2013 YU158               | 30 dicembre 2013  | M. Ory                   |
| 765733 | 2013 YW158               | 23 dicembre 2013  | Mount Lemmon Survey      |
| 765734 | 2013 YX158               | 28 dicembre 2013  | Mount Lemmon Survey      |
| 765735 | 2013 YM159               | 24 dicembre 2013  | J.-C. Merlin             |
| 765736 | 2013 YU159               | 30 marzo 2015     | Pan-STARRS               |
| 765737 | 2013 YK160               | 28 dicembre 2013  | Mount Lemmon Survey      |
| 765738 | 2013 YG161               | 16 gennaio 2015   | Pan-STARRS               |
| 765739 | 2013 YH161               | 22 gennaio 2015   | Pan-STARRS               |
| 765740 | 2013 YO161               | 25 dicembre 2013  | Spacewatch               |
| 765741 | 2013 YD162               | 30 dicembre 2013  | Mount Lemmon Survey      |
| 765742 | 2013 YP162               | 25 dicembre 2013  | Mount Lemmon Survey      |
| 765743 | 2013 YW162               | 31 dicembre 2013  | Pan-STARRS               |
| 765744 | 2013 YL163               | 24 dicembre 2013  | Mount Lemmon Survey      |
| 765745 | 2013 YB164               | 31 dicembre 2013  | Spacewatch               |
| 765746 | 2013 YD164               | 24 dicembre 2013  | Mount Lemmon Survey      |
| 765747 | 2013 YE164               | 25 dicembre 2013  | Mount Lemmon Survey      |
| 765748 | 2013 YF164               | 31 dicembre 2013  | Pan-STARRS               |
| 765749 | 2013 YS164               | 31 dicembre 2013  | Pan-STARRS               |
| 765750 | 2013 YN165               | 31 dicembre 2013  | Mount Lemmon Survey      |
| 765751 | 2013 YC167               | 27 dicembre 2013  | Mount Lemmon Survey      |
| 765752 | 2013 YO167               | 24 dicembre 2013  | Mount Lemmon Survey      |
| 765753 | 2013 YL170               | 30 dicembre 2013  | Spacewatch               |
| 765754 | 2013 YZ170               | 25 dicembre 2013  | Spacewatch               |
| 765755 | 2013 YR171               | 16 aprile 2007    | Mount Lemmon Survey      |
| 765756 | 2013 YH172               | 30 dicembre 2013  | Mount Lemmon Survey      |
| 765757 | 2014 AB1                 | 1 gennaio 2014    | Pan-STARRS               |
| 765758 | 2014 AG2                 | 14 dicembre 2013  | Mount Lemmon Survey      |
| 765759 | 2014 AQ8                 | 1 gennaio 2014    | Pan-STARRS               |
| 765760 | 2014 AH9                 | 1 marzo 2009      | Spacewatch               |
| 765761 | 2014 AV9                 | 14 settembre 2012 | Mount Lemmon Survey      |
| 765762 | 2014 AM13                | 4 dicembre 2013   | Pan-STARRS               |
| 765763 | 2014 AP18                | 1 gennaio 2014    | Pan-STARRS               |
| 765764 | 2014 AN20                | 2 gennaio 2014    | Spacewatch               |
| 765765 | 2014 AR25                | 3 gennaio 2014    | Spacewatch               |
| 765766 | 2014 AT25                | 3 gennaio 2014    | Spacewatch               |
| 765767 | 2014 AB26                | 3 gennaio 2014    | Spacewatch               |
| 765768 | 2014 AC26                | 11 novembre 2009  | Spacewatch               |
| 765769 | 2014 AT26                | 3 dicembre 2013   | M. Ory                   |
| 765770 | 2014 AC27                | 4 gennaio 2014    | Mount Lemmon Survey      |
| 765771 | 2014 AA30                | 20 marzo 2007     | Mount Lemmon Survey      |
| 765772 | 2014 AQ35                | 2 gennaio 2009    | Spacewatch               |
| 765773 | 2014 AV35                | 27 dicembre 2006  | Mount Lemmon Survey      |
| 765774 | 2014 AJ36                | 24 dicembre 2013  | Mount Lemmon Survey      |
| 765775 | 2014 AF37                | 24 dicembre 2013  | Mount Lemmon Survey      |
| 765776 | 2014 AA38                | 14 dicembre 2013  | Mount Lemmon Survey      |
| 765777 | 2014 AO45                | 25 ottobre 2009   | Spacewatch               |
| 765778 | 2014 AX47                | 10 agosto 2012    | Spacewatch               |
| 765779 | 2014 AE48                | 7 gennaio 2014    | Spacewatch               |
| 765780 | 2014 AJ52                | 3 gennaio 2014    | Mount Lemmon Survey      |
| 765781 | 2014 AG54                | 9 gennaio 2014    | Pan-STARRS               |
| 765782 | 2014 AH56                | 1 gennaio 2014    | Spacewatch               |
| 765783 | 2014 AP56                | 9 gennaio 2014    | Spacewatch               |
| 765784 | 2014 AV56                | 12 gennaio 2014   | Mount Lemmon Survey      |
| 765785 | 2014 AG58                | 1 gennaio 2014    | Spacewatch               |
| 765786 | 2014 AA62                | 2 gennaio 2014    | Mount Lemmon Survey      |
| 765787 | 2014 AA64                | 9 gennaio 2014    | Spacewatch               |
| 765788 | 2014 AS64                | 9 gennaio 2014    | Pan-STARRS               |
| 765789 | 2014 AQ65                | 28 marzo 2015     | Pan-STARRS               |
| 765790 | 2014 AT65                | 18 settembre 1995 | Spacewatch               |
| 765791 | 2014 AU65                | 1 gennaio 2014    | Spacewatch               |
| 765792 | 2014 AW65                | 7 gennaio 2014    | Mount Lemmon Survey      |
| 765793 | 2014 AH66                | 9 gennaio 2014    | Pan-STARRS               |
| 765794 | 2014 AQ66                | 1 agosto 2016     | Pan-STARRS               |
| 765795 | 2014 AZ66                | 4 gennaio 2014    | Mount Lemmon Survey      |
| 765796 | 2014 AL67                | 2 gennaio 2014    | CSS                      |
| 765797 | 2014 AM67                | 27 gennaio 2015   | Pan-STARRS               |
| 765798 | 2014 AX67                | 10 gennaio 2014   | Mount Lemmon Survey      |
| 765799 | 2014 AF70                | 1 gennaio 2014    | Spacewatch               |
| 765800 | 2014 AG70                | 4 gennaio 2014    | Pan-STARRS               |

## 765801–765900
| Nome   | Designazione provvisoria | Data di scoperta  | Scopritore          |
| ------ | ------------------------ | ----------------- | ------------------- |
| 765801 | 2014 AE71                | 3 gennaio 2014    | Mount Lemmon Survey |
| 765802 | 2014 AL71                | 9 gennaio 2014    | Mount Lemmon Survey |
| 765803 | 2014 AM71                | 10 gennaio 2014   | Mount Lemmon Survey |
| 765804 | 2014 AO71                | 1 gennaio 2014    | Pan-STARRS          |
| 765805 | 2014 AS71                | 10 gennaio 2014   | Mount Lemmon Survey |
| 765806 | 2014 AT71                | 9 gennaio 2014    | Spacewatch          |
| 765807 | 2014 AP73                | 10 gennaio 2014   | Mount Lemmon Survey |
| 765808 | 2014 AU73                | 1 gennaio 2014    | Pan-STARRS          |
| 765809 | 2014 AY73                | 29 gennaio 2003   | SDSS Collaboration  |
| 765810 | 2014 AA74                | 3 gennaio 2014    | Spacewatch          |
| 765811 | 2014 AD74                | 3 gennaio 2014    | Mount Lemmon Survey |
| 765812 | 2014 AH74                | 10 gennaio 2014   | Spacewatch          |
| 765813 | 2014 AJ74                | 3 gennaio 2014    | Spacewatch          |
| 765814 | 2014 AN75                | 1 gennaio 2014    | Pan-STARRS          |
| 765815 | 2014 AH76                | 5 gennaio 2014    | Pan-STARRS          |
| 765816 | 2014 AQ77                | 21 ottobre 2012   | Mount Lemmon Survey |
| 765817 | 2014 AL78                | 1 gennaio 2014    | Pan-STARRS          |
| 765818 | 2014 AS78                | 1 gennaio 2014    | Pan-STARRS          |
| 765819 | 2014 AC79                | 12 settembre 2012 | ASC-Kislovodsk      |
| 765820 | 2014 AR79                | 1 gennaio 2014    | Mount Lemmon Survey |
| 765821 | 2014 BB2                 | 22 ottobre 2009   | Mount Lemmon Survey |
| 765822 | 2014 BA4                 | 1 gennaio 2014    | Pan-STARRS          |
| 765823 | 2014 BM5                 | 16 aprile 2004    | SDSS Collaboration  |
| 765824 | 2014 BX5                 | 30 dicembre 2013  | Mount Lemmon Survey |
| 765825 | 2014 BH6                 | 4 dicembre 2007   | Spacewatch          |
| 765826 | 2014 BT6                 | 30 dicembre 2013  | Mount Lemmon Survey |
| 765827 | 2014 BX6                 | 30 dicembre 2013  | Mount Lemmon Survey |
| 765828 | 2014 BL7                 | 20 dicembre 2007  | Mount Lemmon Survey |
| 765829 | 2014 BS11                | 26 maggio 2011    | Mount Lemmon Survey |
| 765830 | 2014 BQ19                | 26 agosto 2012    | Pan-STARRS          |
| 765831 | 2014 BZ19                | 30 dicembre 2013  | Mount Lemmon Survey |
| 765832 | 2014 BA20                | 22 gennaio 2006   | Mount Lemmon Survey |
| 765833 | 2014 BZ25                | 7 ottobre 2012    | Pan-STARRS          |
| 765834 | 2014 BR26                | 7 novembre 2007   | Spacewatch          |
| 765835 | 2014 BF29                | 10 gennaio 2014   | Spacewatch          |
| 765836 | 2014 BM30                | 10 gennaio 2014   | Mount Lemmon Survey |
| 765837 | 2014 BU30                | 23 gennaio 2014   | Mount Lemmon Survey |
| 765838 | 2014 BC35                | 28 dicembre 2013  | CSS                 |
| 765839 | 2014 BH35                | 21 gennaio 2014   | Spacewatch          |
| 765840 | 2014 BC38                | 23 gennaio 2014   | Mount Lemmon Survey |
| 765841 | 2014 BQ38                | 23 gennaio 2014   | Mount Lemmon Survey |
| 765842 | 2014 BR38                | 23 gennaio 2014   | Mount Lemmon Survey |
| 765843 | 2014 BT41                | 24 gennaio 2014   | Pan-STARRS          |
| 765844 | 2014 BA42                | 1 ottobre 2005    | Mount Lemmon Survey |
| 765845 | 2014 BK42                | 24 gennaio 2014   | Pan-STARRS          |
| 765846 | 2014 BG47                | 3 gennaio 2014    | CSS                 |
| 765847 | 2014 BD51                | 30 dicembre 2013  | Spacewatch          |
| 765848 | 2014 BG51                | 1 gennaio 2014    | Pan-STARRS          |
| 765849 | 2014 BT51                | 26 aprile 2011    | Mount Lemmon Survey |
| 765850 | 2014 BC55                | 1 gennaio 2014    | Spacewatch          |
| 765851 | 2014 BX55                | 3 gennaio 2014    | Mount Lemmon Survey |
| 765852 | 2014 BN56                | 28 gennaio 2014   | Mount Lemmon Survey |
| 765853 | 2014 BE58                | 10 gennaio 2014   | Mount Lemmon Survey |
| 765854 | 2014 BY58                | 10 gennaio 2014   | Mount Lemmon Survey |
| 765855 | 2014 BQ60                | 11 novembre 2009  | Spacewatch          |
| 765856 | 2014 BQ61                | 21 gennaio 2014   | Spacewatch          |
| 765857 | 2014 BF65                | 22 settembre 2003 | Spacewatch          |
| 765858 | 2014 BH65                | 28 gennaio 2014   | Spacewatch          |
| 765859 | 2014 BO66                | 23 gennaio 2014   | Mount Lemmon Survey |
| 765860 | 2014 BO67                | 27 agosto 2006    | Spacewatch          |
| 765861 | 2014 BS67                | 24 gennaio 2014   | Pan-STARRS          |
| 765862 | 2014 BL68                | 26 gennaio 2014   | Pan-STARRS          |
| 765863 | 2014 BV68                | 28 gennaio 2014   | Spacewatch          |
| 765864 | 2014 BT69                | 31 gennaio 2014   | Pan-STARRS          |
| 765865 | 2014 BW69                | 15 marzo 2007     | Mount Lemmon Survey |
| 765866 | 2014 BQ70                | 21 gennaio 2014   | Mount Lemmon Survey |
| 765867 | 2014 BA71                | 21 gennaio 2014   | Pan-STARRS          |
| 765868 | 2014 BJ72                | 18 aprile 2015    | Mount Lemmon Survey |
| 765869 | 2014 BK72                | 24 gennaio 2014   | Pan-STARRS          |
| 765870 | 2014 BX72                | 29 gennaio 2014   | Mount Lemmon Survey |
| 765871 | 2014 BL74                | 25 gennaio 2014   | Pan-STARRS          |
| 765872 | 2014 BJ76                | 24 gennaio 2014   | Pan-STARRS          |
| 765873 | 2014 BH77                | 31 gennaio 2014   | Pan-STARRS          |
| 765874 | 2014 BR77                | 18 ottobre 2012   | Pan-STARRS          |
| 765875 | 2014 BT77                | 31 gennaio 2014   | Pan-STARRS          |
| 765876 | 2014 BE78                | 24 gennaio 2014   | Pan-STARRS          |
| 765877 | 2014 BW78                | 28 gennaio 2014   | Mount Lemmon Survey |
| 765878 | 2014 BE85                | 21 gennaio 2014   | Mount Lemmon Survey |
| 765879 | 2014 BK85                | 28 gennaio 2014   | CSS                 |
| 765880 | 2014 BW88                | 28 gennaio 2014   | Mount Lemmon Survey |
| 765881 | 2014 BV89                | 31 gennaio 2014   | Pan-STARRS          |
| 765882 | 2014 BB90                | 28 gennaio 2014   | Mount Lemmon Survey |
| 765883 | 2014 BY93                | 28 gennaio 2014   | Mount Lemmon Survey |
| 765884 | 2014 CC2                 | 3 novembre 2005   | Mount Lemmon Survey |
| 765885 | 2014 CY2                 | 10 febbraio 2008  | LUSS                |
| 765886 | 2014 CT4                 | 30 dicembre 2013  | Mount Lemmon Survey |
| 765887 | 2014 CJ6                 | 28 novembre 2013  | Mount Lemmon Survey |
| 765888 | 2014 CR6                 | 3 gennaio 2014    | Spacewatch          |
| 765889 | 2014 CH8                 | 24 ottobre 2008   | Spacewatch          |
| 765890 | 2014 CU14                | 15 gennaio 2008   | CSS                 |
| 765891 | 2014 CG16                | 1 novembre 2005   | Mount Lemmon Survey |
| 765892 | 2014 CK21                | 9 febbraio 2014   | CSS                 |
| 765893 | 2014 CW23                | 9 febbraio 2014   | Pan-STARRS          |
| 765894 | 2014 CQ24                | 11 gennaio 2010   | Spacewatch          |
| 765895 | 2014 CK25                | 6 febbraio 2014   | Spacewatch          |
| 765896 | 2014 CR26                | 10 febbraio 2014  | Pan-STARRS          |
| 765897 | 2014 CA27                | 10 febbraio 2014  | Pan-STARRS          |
| 765898 | 2014 CE29                | 10 febbraio 2014  | Mount Lemmon Survey |
| 765899 | 2014 CF29                | 9 aprile 2003     | Spacewatch          |
| 765900 | 2014 CF31                | 8 febbraio 2014   | Mount Lemmon Survey |

## 765901–766000
| Nome   | Designazione provvisoria | Data di scoperta  | Scopritore                   |
| ------ | ------------------------ | ----------------- | ---------------------------- |
| 765901 | 2014 CJ31                | 10 febbraio 2014  | Pan-STARRS                   |
| 765902 | 2014 CW32                | 2 febbraio 2014   | Mount Lemmon Survey          |
| 765903 | 2014 CB33                | 11 febbraio 2014  | Mount Lemmon Survey          |
| 765904 | 2014 CG33                | 8 febbraio 2014   | Mount Lemmon Survey          |
| 765905 | 2014 CX33                | 10 febbraio 2014  | Mount Lemmon Survey          |
| 765906 | 2014 CF34                | 9 febbraio 2014   | Spacewatch                   |
| 765907 | 2014 CL34                | 10 febbraio 2014  | Pan-STARRS                   |
| 765908 | 2014 CR34                | 10 febbraio 2014  | Mount Lemmon Survey          |
| 765909 | 2014 CE35                | 10 febbraio 2014  | Pan-STARRS                   |
| 765910 | 2014 CL35                | 10 febbraio 2014  | Pan-STARRS                   |
| 765911 | 2014 CE36                | 8 febbraio 2014   | Mount Lemmon Survey          |
| 765912 | 2014 DZ                  | 26 gennaio 1998   | Spacewatch                   |
| 765913 | 2014 DN1                 | 29 gennaio 2014   | Spacewatch                   |
| 765914 | 2014 DC6                 | 31 gennaio 2014   | Pan-STARRS                   |
| 765915 | 2014 DZ7                 | 7 gennaio 2014    | Spacewatch                   |
| 765916 | 2014 DV8                 | 5 febbraio 2014   | M. Schwartz, P. R. Holvorcem |
| 765917 | 2014 DX13                | 20 febbraio 2014  | Pan-STARRS                   |
| 765918 | 2014 DO15                | 21 febbraio 2014  | Spacewatch                   |
| 765919 | 2014 DA17                | 22 febbraio 2014  | Mount Lemmon Survey          |
| 765920 | 2014 DO20                | 22 febbraio 2014  | Pan-STARRS                   |
| 765921 | 2014 DL24                | 10 febbraio 2014  | Pan-STARRS                   |
| 765922 | 2014 DO27                | 18 ottobre 2012   | Pan-STARRS                   |
| 765923 | 2014 DE32                | 1 dicembre 2005   | Spacewatch                   |
| 765924 | 2014 DL33                | 24 marzo 2006     | Mount Lemmon Survey          |
| 765925 | 2014 DQ33                | 21 febbraio 2014  | Spacewatch                   |
| 765926 | 2014 DW38                | 26 dicembre 2013  | Spacewatch                   |
| 765927 | 2014 DN39                | 17 febbraio 2007  | Spacewatch                   |
| 765928 | 2014 DT39                | 2 gennaio 2014    | Spacewatch                   |
| 765929 | 2014 DX39                | 30 dicembre 2013  | Mount Lemmon Survey          |
| 765930 | 2014 DV41                | 20 ottobre 2008   | Mount Lemmon Survey          |
| 765931 | 2014 DR44                | 26 febbraio 2014  | Mount Lemmon Survey          |
| 765932 | 2014 DC47                | 1 ottobre 2005    | Mount Lemmon Survey          |
| 765933 | 2014 DF55                | 26 febbraio 2014  | Pan-STARRS                   |
| 765934 | 2014 DQ55                | 23 gennaio 2006   | Spacewatch                   |
| 765935 | 2014 DN57                | 29 maggio 2011    | Spacewatch                   |
| 765936 | 2014 DZ59                | 18 dicembre 2009  | Spacewatch                   |
| 765937 | 2014 DO65                | 26 febbraio 2014  | Pan-STARRS                   |
| 765938 | 2014 DR67                | 26 febbraio 2014  | Pan-STARRS                   |
| 765939 | 2014 DB69                | 24 settembre 2011 | Pan-STARRS                   |
| 765940 | 2014 DR70                | 26 settembre 2011 | Pan-STARRS                   |
| 765941 | 2014 DF71                | 1 maggio 2009     | Spacewatch                   |
| 765942 | 2014 DX71                | 21 settembre 2012 | Mount Lemmon Survey          |
| 765943 | 2014 DA74                | 26 febbraio 2014  | Pan-STARRS                   |
| 765944 | 2014 DS76                | 25 aprile 2007    | Spacewatch                   |
| 765945 | 2014 DM81                | 22 febbraio 2014  | Spacewatch                   |
| 765946 | 2014 DP83                | 25 febbraio 2014  | Spacewatch                   |
| 765947 | 2014 DM86                | 26 febbraio 2014  | Mount Lemmon Survey          |
| 765948 | 2014 DR88                | 28 gennaio 2014   | Spacewatch                   |
| 765949 | 2014 DA89                | 28 aprile 2009    | Spacewatch                   |
| 765950 | 2014 DK94                | 10 febbraio 2014  | Pan-STARRS                   |
| 765951 | 2014 DN94                | 26 febbraio 2014  | Mount Lemmon Survey          |
| 765952 | 2014 DX95                | 29 dicembre 2008  | Spacewatch                   |
| 765953 | 2014 DB99                | 25 gennaio 2014   | Pan-STARRS                   |
| 765954 | 2014 DY99                | 20 ottobre 2008   | Spacewatch                   |
| 765955 | 2014 DO101               | 27 febbraio 2014  | Mount Lemmon Survey          |
| 765956 | 2014 DW101               | 26 febbraio 2007  | Mount Lemmon Survey          |
| 765957 | 2014 DP102               | 6 febbraio 2014   | Mount Lemmon Survey          |
| 765958 | 2014 DO104               | 8 gennaio 2010    | Spacewatch                   |
| 765959 | 2014 DE105               | 27 febbraio 2014  | Mount Lemmon Survey          |
| 765960 | 2014 DK105               | 27 febbraio 2014  | Mount Lemmon Survey          |
| 765961 | 2014 DQ111               | 26 febbraio 2014  | Pan-STARRS                   |
| 765962 | 2014 DW120               | 30 dicembre 2007  | Spacewatch                   |
| 765963 | 2014 DG132               | 10 giugno 2011    | Mount Lemmon Survey          |
| 765964 | 2014 DB133               | 28 febbraio 2014  | Pan-STARRS                   |
| 765965 | 2014 DB134               | 20 ottobre 2012   | Pan-STARRS                   |
| 765966 | 2014 DD135               | 30 aprile 2009    | Spacewatch                   |
| 765967 | 2014 DC139               | 9 febbraio 2008   | Mount Lemmon Survey          |
| 765968 | 2014 DP141               | 18 novembre 2009  | Spacewatch                   |
| 765969 | 2014 DV141               | 20 febbraio 2014  | Mount Lemmon Survey          |
| 765970 | 2014 DX141               | 1 gennaio 2014    | PMO NEO                      |
| 765971 | 2014 DV143               | 26 febbraio 2014  | Pan-STARRS                   |
| 765972 | 2014 DB144               | 23 gennaio 2015   | Pan-STARRS                   |
| 765973 | 2014 DU144               | 21 febbraio 2014  | Pan-STARRS                   |
| 765974 | 2014 DM145               | 28 febbraio 2014  | Pan-STARRS                   |
| 765975 | 2014 DY145               | 18 settembre 2011 | Mount Lemmon Survey          |
| 765976 | 2014 DO146               | 26 febbraio 2014  | Pan-STARRS                   |
| 765977 | 2014 DN147               | 28 febbraio 2014  | Pan-STARRS                   |
| 765978 | 2014 DX149               | 1 gennaio 2014    | Mount Lemmon Survey          |
| 765979 | 2014 DX151               | 26 febbraio 2014  | Pan-STARRS                   |
| 765980 | 2014 DN152               | 27 febbraio 2014  | Pan-STARRS                   |
| 765981 | 2014 DK154               | 28 febbraio 2014  | Pan-STARRS                   |
| 765982 | 2014 DG155               | 18 giugno 2015    | Pan-STARRS                   |
| 765983 | 2014 DP156               | 24 febbraio 2014  | Pan-STARRS                   |
| 765984 | 2014 DT156               | 26 febbraio 2014  | Pan-STARRS                   |
| 765985 | 2014 DU156               | 26 agosto 2016    | Pan-STARRS                   |
| 765986 | 2014 DC157               | 11 novembre 2009  | Mount Lemmon Survey          |
| 765987 | 2014 DF157               | 28 febbraio 2014  | Pan-STARRS                   |
| 765988 | 2014 DR157               | 26 febbraio 2014  | Pan-STARRS                   |
| 765989 | 2014 DS157               | 28 febbraio 2014  | Mount Lemmon Survey          |
| 765990 | 2014 DM160               | 26 febbraio 2014  | Pan-STARRS                   |
| 765991 | 2014 DV162               | 24 febbraio 2014  | Pan-STARRS                   |
| 765992 | 2014 DW162               | 25 giugno 2015    | Pan-STARRS                   |
| 765993 | 2014 DB163               | 26 febbraio 2014  | Pan-STARRS                   |
| 765994 | 2014 DQ163               | 26 febbraio 2014  | Pan-STARRS                   |
| 765995 | 2014 DP166               | 27 febbraio 2014  | Pan-STARRS                   |
| 765996 | 2014 DU166               | 16 aprile 2015    | Pan-STARRS                   |
| 765997 | 2014 DY169               | 20 febbraio 2014  | Mount Lemmon Survey          |
| 765998 | 2014 DV170               | 26 febbraio 2014  | Pan-STARRS                   |
| 765999 | 2014 DP171               | 20 febbraio 2014  | Pan-STARRS                   |
| 766000 | 2014 DZ171               | 25 febbraio 2014  | Pan-STARRS                   |